# Финал Кубка России по футболу 1997
Финал Кубка России по футболу 1996/1997 годов состоялся 11 июня 1997 года. «Локомотив» переиграл «Динамо» со счётом 2:0 и стал обладателем Кубка России.
Первый тайм матча транслировался по РТР, второй — по ОРТ.

## Путь к финалу
| Локомотив Москва | Локомотив Москва | Локомотив Москва | Этап        | Динамо Москва            | Динамо Москва | Динамо Москва |
| ---------------- | ---------------- | ---------------- | ----------- | ------------------------ | ------------- | ------------- |
| Соперник         | Место            | Счёт             |             | Соперник                 | Место         | Счёт          |
| Носта            | В гостях         | 2:1              | 1/16 финала | Шинник                   | В гостях      | 3:1           |
| УралАЗ           | Дома             | 5:0              | 1/8 финала  | Орёл                     | Дома          | 1:0           |
| Торпедо-Лужники  | В гостях         | 2:1              | 1/4 финала  | Заря (Ленинск-Кузнецкий) | В гостях      | 2:0           |
| Крылья Советов   | Дома             | 1:0              | 1/2 финала  | Зенит (СПб)              | Дома          | 1:0           |

### «Локомотив»
«Локомотив» в рамках 1/16 финала встречался на выезде с новотроицкой «Ностой», выступавшей тогда в зоне Центр Второй лиги. Счёт был открыт железнодорожниками в середине первого тайма (отметился Алексей Косолапов). Вскоре после перерыва футболисты «Носты» восстановили равновесие в матче, которой продержалось лишь 5 минут: Андрей Соломатин на 55-й минуте вновь вывел «Локомотив» вперёд. В 1/8 финала «Локомотив» дома без проблем разобрался (5:0) с ещё одним представителем зоны Центр Второй лиги, миасским «УралАЗом».
В четвертьфинале «Локомотив» встречался в гостях с московским «Торпедо-Лужники» и одержал волевую победу со счётом 2:1. В первом тайме «Торпедо» вывел вперёд Евгений Бушманов. Во втором тайме на 69-й минуте Евгений Харлачёв сравнял счёт в матче, а на 77-й Алексей Косолапов, реализовав пенальти, вывел «Локомотив» вперёд. На следующей стадии турнира «Локомотив» сразился дома с самарскими «Крыльями Советов». Всё в противостоянии решил один мяч в самом начале первого тайма: на 15-й минуте за железнодорожников забил Александр Смирнов и, как оказалось в итоге, вывел команду в финал Кубка России.

### «Динамо»
Свой путь к финалу кубка «Динамо», как клуб Высшей лиги, начинало с гостевого поединка в рамках 1/16 финала. Его соперником стал ярославский «Шинник», в то время выступавший в Первой лиге. Голы Дмитрия Черышева, Сергея Штанюка и Андрея Кобелева принесли бело-синим победу со счётом 3:1. В 1/8 финала «Динамо» принимало у себя скромный клуб зоны Центр Второй лиги «Орёл» и одержало минимальную победу со счётом 1:0. Единственный мяч в самом начале встречи (9-я минута) на свой счёт записал нападающий динамовцев Олег Терёхин.
В 1/4 финала «Динамо» гостило в Ленинске-Кузнецком, где играло против местного представителя Первой лиги, «Зари». Москвичи выиграли со счётом 2:0, отличились Андрей Кобелев (18-я минута) и Александр Кульчий (70-я). В полуфинале «Динамо» сразилось в Москве с питерским «Зенитом». Единственный гол был забит в самом начале встрече: на 17-й минуте победу в матче принёс защитник Юрий Ковтун.

## Ход финального матча
Московские «Локомотив» и «Динамо» в первый раз встречались в рамках финала в истории кубков СССР и России.
Встреча проходила на столичном стадионе «Торпедо» при заполненных трибунах (13,8 тысяч зрителей). Счёт в середине первого тайма открыл Александр Смирнов, забив хлёстким ударом на 25-й минуте своим бывшим одноклубникам.
На 78-й минуте Евгений Харлачёв, выскочивший один на один с вратарём «Динамо», переиграл его и установил окончательный счёт в матче. В конце встречи произошла массовая драка с участием и запасных команды, причиной которой стало грубое нарушение динамовца Андрея Кобелева против Юрия Дроздова. В итоге Кобелев был удалён с поля за удар соперника рукой. «Локомотив» во второй раз в своей истории стал обладателем Кубка России.

## Отчёт о матче
| Локомотив (Москва)         | 2:0   | Динамо (Москва) |
| -------------------------- | ----- | --------------- |
| Смирнов 25′ · Харлачёв 78′ | Отчёт |                 |

| ЛОКОМОТИВ:      |  |                   |     |     |
|                 |  |                   |     |     |
| Вр              |  | Сергей Овчинников |     |     |
| Зщ              |  | Алексей Арифуллин |     |     |
| Зщ              |  | Юрий Дроздов      |     |     |
| Зщ              |  | Евгений Харлачёв  | 33' |     |
| ПЗ              |  | Андрей Соломатин  |     |     |
| ПЗ              |  | Игорь Чугайнов    |     |     |
| ПЗ              |  | Алексей Косолапов |     |     |
| ПЗ              |  | Сергей Гуренко    |     |     |
| ПЗ              |  | Александр Бородюк |     | 71' |
| ПЗ              |  | Игорь Черевченко  |     | 47' |
| ПЗ              |  | Александр Смирнов |     |     |
| Нап             |  | Олег Гарин        |     |     |
| Замены:         |  |                   |     |     |
| ПЗ              |  | Владимир Маминов  |     | 47' |
| Нап             |  | Заза Джанашия     |     | 71' |
| Главный тренер: |  |                   |     |     |
| Юрий Сёмин      |  |                   |     |     |

| ДИНАМО:         |  |                   |     |     |
|                 |  |                   |     |     |
| Вр              |  | Андрей Сметанин   | 80' |     |
| Зщ              |  | Эрик Яхимович     |     |     |
| Зщ              |  | Юрий Ковтун       | 65' |     |
| Зщ              |  | Андрей Островский |     |     |
| Зщ              |  | Сергей Штанюк     |     |     |
| ПЗ              |  | Андрей Кобелев    | 89' |     |
| ПЗ              |  | Сергей Гришин     |     |     |
| ПЗ              |  | Владимир Скоков   |     | 64' |
| Нап             |  | Олег Сергеев      |     | 48' |
| ПЗ              |  | Сергей Некрасов   |     | 52' |
| Нап             |  | Олег Терёхин      |     |     |
| Замены:         |  |                   |     |     |
| Нап             |  | Андрей Дёмкин     |     | 48' |
| ПЗ              |  | Александр Кульчий |     | 52' |
| Зщ              |  | Александр Точилин |     | 64' |
| Главный тренер: |  |                   |     |     |
| Адамас Голодец  |  |                   |     |     |